# Bytecode
El bytecode o código intermedio es un lenguaje  intermedio más abstracto que el lenguaje máquina. Habitualmente, es tratado como un archivo binario que contiene un programa ejecutable similar a un módulo objeto, que es un archivo binario producido por el compilador cuyo contenido es el código objeto o código máquina .
El código intermedio recibe su nombre porque usualmente cada código de operación tiene una longitud de un byte, si bien la longitud del código de las instrucciones varía. Cada instrucción tiene un código de operación entre 0 y 255 seguido de parámetros tales como los registros o las direcciones de memoria. Esta sería la descripción de un caso típico, si bien la especificación del bytecode depende ampliamente del lenguaje.
Como código intermedio, se trata de una forma de salida utilizada por los implementadores de lenguajes para reducir la dependencia respecto del hardware específico y facilitar la interpretación. Menos frecuentemente se utiliza el bytecode como código intermedio en un compilador. Algunos sistemas, llamados traductores dinámicos o compiladores justo a tiempo, traducen el bytecode a código máquina inmediatamente antes de su ejecución para mejorar la velocidad de ejecución.
Los programas en bytecode suelen ser interpretados por un intérprete de bytecode (en general, llamado máquina virtual, dado que es análogo a un ordenador). Su ventaja es su portabilidad: el mismo código binario puede ser ejecutado en diferentes plataformas y arquitecturas. Es la misma ventaja que presentan los lenguajes interpretados. Sin embargo, como el bytecode es en general menos abstracto, más compacto y más orientado a la máquina que un programa pensado para su modificación por humanos, su rendimiento suele ser mejor que el de los lenguajes interpretados. A causa de esa mejora en el rendimiento, muchos lenguajes interpretados, de hecho, se compilan para convertirlos en bytecode y después son ejecutados por un intérprete de bytecode. Entre esos lenguajes se encuentran Perl, Gambas, PHP y Python. En el caso de Java se suele transmitir como bytecode a la máquina receptora, que utiliza un compilador just-in-time para compilar el bytecode en código máquina nativo antes de su ejecución, ahorrando así procesos de interpretación.
Son asimismo interesantes los denominados códigos p, similares a los códigos intermedios pero cuyos códigos de operación pueden constar de más de un byte y pueden ser variables en tamaño, como los opcodes de muchas CPU. Estos códigos trabajan a muy alto nivel, incluyendo instrucciones del estilo de «imprime esta cadena» o «borra la pantalla». Por ejemplo, BASIC utiliza p-Code.
En noviembre de 2019, Mozilla, Fasty, Intel y Red Hat forman la Bytecode Alliance, una empresa que tiene por finalidad promover el uso del lenguaje WebAssembly en entornos Linux e integrando cualquier navegador como Safari, Chrome o Firefox.

## Ejemplos
```
>>>
 
import
 
dis
 
# "dis" - Desensamblador de código de bytes de Python en mnemónicos.

>>>
 
dis
.
dis
(
'print("¡Hola, Mundo!")'
)

           
1
 
0
 
LOAD_NAME
     
0
 
(
print
)

             
2
 
LOAD_CONST
    
0
 
(
'¡Hola, mundo!'
)

             
4
 
CALL_FUNCTION
 
1

             
6
 
RETURN_VALUE

```

- ActionScript se ejecuta en la máquina virtual de ActionScript (AVM), que forma parte de Flash Player y AIR. El código ActionScript se transforma normalmente en formato bytecode mediante un compilador. Entre los ejemplos de compiladores se incluyen uno incorporado a Adobe Flash Professional y otro incorporado a Adobe Flash Builder y disponible en el Adobe Flex SDK.
- Objetos de Adobe Flash
- BANCStar, originalmente bytecode para una herramienta de construcción de interfaces pero utilizado también como lenguaje
- Berkeley Packet Filter
- Biblioteca de ingeniería de código de bytes
- Compiladores de C a máquina virtual Java
- CLISP implementación de Common Lisp solía compilar sólo a bytecode durante muchos años; sin embargo, ahora también soporta la compilación a código nativo con la ayuda de GNU lightning
- CMUCL y Scieneer Common Lisp implementaciones de Common Lisp pueden compilar tanto a código nativo como a bytecode, que es mucho más compacto
- Common Intermediate Language ejecutado por Common Language Runtime, utilizado por lenguajes de .NET Framework como C#.
- Dalvik bytecode, diseñado para la plataforma Android, es ejecutado por la máquina virtual Dalvik
- El bytecode Dis, diseñado para el Inferno (sistema operativo), es ejecutado por la máquina virtual Dis
- EiffelStudio para el lenguaje de programación Eiffel
- EM, la máquina virtual Amsterdam Compiler Kit utilizada como lenguaje intermedio de compilación y como lenguaje moderno de bytecode
- Emacs es un editor de texto con la mayoría de sus funciones implementadas por Emacs Lisp, su dialecto incorporado de Lisp. Estas funciones se compilan en bytecode. Esta arquitectura permite a los usuarios personalizar el editor con un lenguaje de alto nivel, que después de la compilación en bytecode produce un rendimiento razonable.
- La implementación de Embeddable Common Lisp de Common Lisp puede compilar a bytecode o código C
- La implementación Ericsson de Erlang utiliza bytecodes BEAM
- Icon y Unicon lenguajes de programación
- Infocom utilizó el Z-machine para hacer más portables sus aplicaciones de software
- Java bytecode, que es ejecutado por la máquina virtual Java
  - ASM
  - BCEL
  - Javassist
  - JMangler
- KEYB, el controlador de teclado de MS-DOS/PC DOS con su archivo de recursos KEYBOARD.SYS que contiene información de diseño y secuencias cortas de código p ejecutadas por un intérprete dentro del controlador residente.
- LSL, un lenguaje de script utilizado en los mundos virtuales compila en bytecode que se ejecuta en una máquina virtual. Second Life tiene la versión original Mono, Inworldz desarrolló la versión Phlox.
- Lua el lenguaje utiliza una máquina virtual bytecode basada en registros
- m-code del lenguaje MATLAB
- Multiplan
- O-code del lenguaje de programación BCPL
- OCaml del lenguaje compila opcionalmente a una forma compacta de bytecode
- Código p de la implementación UCSD Pascal del lenguaje Pascal
- Máquina virtual Parrot
- Pick BASIC también conocido como Data BASIC o MultiValue BASIC
- El Entorno R para la computación estadística ofrece un compilador de bytecode a través del paquete compilador, ahora estándar con la versión 2.13.0 de R. Es posible compilar esta versión de R para que los paquetes base y recomendados lo exploten.
- Pyramid 2000 juego de aventuras
- Scheme 48 implementación de Scheme usando el intérprete de bytecode
- Bytecodes de muchas implementaciones del lenguaje Smalltalk
- El interprete spin integrado en el  microcontrolador Propeller de Parallax
- El motor de base de datos SQLite traduce las sentencias SQL a un formato de código de bytes a medida.
- SWEET16
- Tcl
- Tiny BASIC
- Visual FoxPro compila a bytecode
- WebAssembly
- YARV y Rubinius para Ruby